# Vaza
Vaza é uma mecânica de jogos de carta, conhecida e presente em diversos jogos de baralho como Aluette, Bridge, Briscola, Copas, Sueca e Truco  e até mesmo em jogos modernos como A Tripulação, Wizard, Pot de Vin, The Fox in the Forest e The Dwarf King.
A mecânica de Vazas ou Truques consiste de um jogo em turnos onde cada jogador adiciona uma ou mais cartas à mesa formando, assim, uma "vaza". Cada carta irá pontuar de uma maneira conforme as regras do jogo e o jogador que vencer a vaza ganha os pontos referentes aquele turno. O objetivo da grande maioria dos jogos de vaza é ganhar as vazas, porém em muitos jogos, como o Copas, a necessidade é evitar ganhar a vaza.